# Zeno Popovici
Zeno Popovici (n. 14 februarie 1933) este un medic chirurg și profesor universitar român, având recunoaștere internațională în domeniul chirurgiei esofagului și faringelui. Este membru al Academiei Române de Științe Medicale din 1996 și șef al Clinicii de chirurgie a Spitalului Clinic Județean Sibiu.